# Пол Милсап
Пол Милсап (енгл. Paul Millsap; Монро, Луизијана, 10. фебруар 1985) бивши је амерички кошаркаш. Играо је на позицији крилног центра.
Изабрала га је Јута џез у другој рунди НБА драфта 2006. године, а у сезони 2006/07. је уврштен у Идеални тим новајлија НБА.

## Средња школа и колеџ
Милсап је похађао Гремблинг средњу школу, где је играо за Гремблинг пантере. Од стране 247Sports.com Милсап је био пласиран као 31. крилни центар и 115. играч у држави 2003. године.
У његовој трогодишњој каријери на Техничком универзитету Луизијане, Милсап је бележио у просеку 18,6 поена, 12,7 скокова и 2,0 блокада у 90 утакмица. Постао је једини играч у НЦАА лиги који је три године за редом држао рекорд у просеку скокова.

## Професионална каријера

### Јута џез (2006—2013)
Милсап је изабран од стране Јуте као 47. пик на драфту 2006. године и потписао је руки уговор са њима 2. августа 2006. године. Крајем 2006. године неки спортски новинари су предвиђали да би Милсап могао да се појави као кандидат за награду НБА руки године. Иако је награду освојио Брендон Рој, Милсап је имао веома добру прву сезону у којој је бележио у просеку 7 поена, 5 скокова и једну украдену лопту. Рекорд сезоне му је био 20 поена, 17 скокова, 4 блокаде, 4 украдене лопте, 3 асистенције и 38 минута проведених на паркету. Те сезоне је одиграо све 82 утакмице за Јуту. Почетком сезоне 2007-08, Милсап је остварио нови рекорд у утакмици против Кливленд кавалирса, где је забележио 24 поена. Тај рекорд је оборио у децембру 2007. године у утакмици против Орландо меџика где је постигао 28 поена. Следећи рекорд је оборио против Бостон селтикса у децембру 2008. године када је постигао 32 поена. Милсап је за Јуту одиграо 194. узастопне утакмице, своју прву професионалну утакмицу је пропустио 26. децембра 2008. године против Далас маверикса због повреде коју је задобио 3 дана раније.
Током сезоне 2008-09, Милсап је био замена за Карлоса Бузера након што је претрпео неколико повреда. Милсапов просек поена и скокова је полако растао до средине сезоне.
25. јуна 2009. године,Јута је условно отпустила Милсапа. Неколико недеља касније, 10. јула 2009. Милсап је потписао понуду са Портланд Треил Блејзерима за 32 милиона долара за четири године, укључујући и 6,2 милиона долара у сезони 2009-10 са бонусом од 5,6 милиона. Милсапу би било исплаћено 10,3 милиона долара у првих седам дана након одобрења уговора од стране НБА.
Јута је имала право да испрате понуду Портланда, што су и урадили седам дана касније, 17. јула 2009. године.
Милсап је постао стални крилни центар у сезони 2010-11 након што је Бузер прешао у Чикаго Булсе. 9. новембра 2010. године, Милсап је оборио рекорд каријере са 46 поена у мечу против Мајами Хита. Милсап је постигао 11 поена у 28 секунди, такође је погодио шут у последњој секунди за продужетке.

### Атланта хокси (2013—2017)
10. јула 2013. године, након проведених 7 година своје каријере са Јутом, Милсап је потписао двогодишњи уговор са Атланта Хоксима. 30. јануара 2014. године, Милсап је изабран од стране тренера да буде резерва за Ол-стар тим истока. 18. марта 2014. Милсап је забележио свој први трпл-дабл са 19 поена, 13 скокова и 10 астистенција у мечу са Торонто Репотрсима који се завршио 118-113.
29. јануара 2015. Милсап је други пут за редом изабран за Ол-стар тим истока. Хокси су те године послали 4 играча од којих су сви изабрани за резерве.
9. јула 2015. године, Милсап је потписао нови уговор са Хоксима на три године који је вредео 59 милиона долара. 16. јануара 2016. постигао је 21 поен против Бруклин Нетса и тиме прешао бројку од 10000 поена у својој каријери. 28. јануара 2016. је трећи пут изабран за резерву у Ол-стар мечу. 9. априла 2016. је поново оборио свој рекорд каријере са 31 поеном и 16 скокова у мечу са Бостон Селтиксима који се завршио 118-107. Хокси су ту сезону завршили у четвртом шеширу источне конференције са резултатом 48-34. У првој рунди плејофа, Хокси су се састали са Бостон Селтиксима, а Милсап је у четвртој утакмици постигао 45 поена и 13 скокова. Серија је била изједначена 2-2. Хокси су успели да поразе Селтиксе у 6 утакмица и прошли су у полуфинале конференције где су поражени у четири утакмице од стране Кливленд Каваљерса.
У отварању сезоне 2016-17, Милсап је постигао 28 поена где је шутирао 11 од 20 у победи над Вашингтон Визардсима 114-99. 1. јануара 2017. поставио је нови рекорд сезоне са 32 поена и 13 скокова у победи над Сан Антонио Спарсима 114-112 и тиме прекинуо низ од 11 пораза Хокса против Спарса. 26. јануара је четврти пут за редом изабран за Ол-стар тим. Три дана касније, Милсап је остварио нови рекорд сезоне са 37 поена у победи против Њујорк Никса 142-139. Такође је остварио и 19 скокова, постављајући тако нови рекорд сезоне.

### Денвер нагетси (2017—)
13. јула 2017. године, Милсап је потписао трогодишњи уговор са Денвер Нагетсима вредан 90 милиона долара. У свом дебију за Нагетсе, Милсап је постигао 19 поена у поразу од свог бившег тима, Јута Џеза. 21. новембра 2017. морао је да напусти терен због повреде левог зглоба. Пед дана касније је извршена успешна операција левог зглоба и Милсап је био ван терена неколико месеци. Први следећи меч је одиграо 27. фебруара 2018. против Лос Анђелес Клиперса, где је забележио 9 поена и 7 скокова у 23 минута које је провео на паркету. 30 марта 2018. постигао је рекорд сезоне са 36 поена у победи над Олкахомом 126-125 у продужецима.
3. децембра 2018. Милсап је изабран за играча недеље западне конференције због утакмица које је одиграо између 26. новембра и 2. децембра. То је била његова трећа награда такве врсте у каријери и 18. коју добија играч Нагетса. Четири дана касније против Шарлот Хорентса, Милсап је задобио нову повреду прста на десној нози због чега је пропустио осам утакмица. 13. фебруара 2019. је остварио нови рекорд сезоне са 25 поена у победи над Сакраменто Кингсима 120-118. 14. марта је поставио нови рекорд сезоне са 33 поена у победи над Далас Мавериксима 100-99.

## Успеси

### Појединачни
- НБА Ол-стар меч (4): 2014, 2015, 2016, 2017.
- Идеални одбрамбени тим НБА — друга постава (1): 2015/16.
- Идеални тим новајлија НБА — друга постава: 2006/07.